# Stenothremma bicolor
Stenothremma bicolor är en stekelart som först beskrevs av Szepligeti 1905.  Stenothremma bicolor ingår i släktet Stenothremma och familjen bracksteklar. Inga underarter finns listade i Catalogue of Life.